# Sint-Blasiuskerk (Heinkenszand)
De H. Blasiuskerk is de rooms-katholieke parochiekerk van Heinkenszand, een dorp in de provincie Zeeland. De kerk is gebouwd in neogotische stijl en werd in 1866 voltooid.

## Geschiedenis
Oorspronkelijk behoorde Heinkenszand tot de parochie van 's-Heer Arendskerke.
In het jaar 1406 bouwde Jan van Schengen echter op zijn grondgebied een kapel, die gewijd werd aan de H. Blasius. Hierdoor werd de plaatselijke zielzorg vergemakkelijkt. Aan de kapel werd een pastoor verbonden, Willem van Schengen, broer van genoemde Jan van Schengen. Op 30 december 1458 werd Heinkenszand een zelfstandige parochie en werd de Blasiuskapel verheven tot parochiekerk. In oktober 1578 werd de parochiekerk aan de katholieke eredienst onttrokken en ging de kerk over in handen van de hervormden. Deze kerk werd in 1843 afgebroken en op dezelfde plaats vervangen door de huidige protestantse kerk. De katholieken konden echter vanaf ongeveer 1695 gebruikmaken van de kapel van slot Barbestein. In de Franse tijd - rond 1795 - kregen de katholieken weer vrijheid van godsdienst. In het naburige 's-Heerenhoek werd in die tijd een katholieke kerk gebouwd en de katholieken uit Heinkenszand gingen daar ter kerke. Toch bleef het een wens van de katholieken te Heinkenszand om een eigen kerk te hebben. In 1804 werd daartoe het slot Barbestein door de katholieke gemeenschap aangekocht.
Tot 1809 werd het slot echter herhaaldelijk bezet en ingericht als kazerne. Vanaf 1809 konden de katholieken over het slot beschikken voor het houden van erediensten. De pastorale zorg was in handen van de pastoor en kapelaan van 's-Heerenhoek. In 1815 kreeg Heinkenszand een eigen pastoor. Het slot Barbestein bleef dienen als kerkgelegenheid en is in de periode tot 1856 diverse malen bouwkundig gerestaureerd. In 1856 werd de eerste steen gelegd voor de huidige kerk naast het oude slot Barbestein. Na een bouwtijd van tien jaar werd de kerk in oktober 1866 ingewijd. De kerk is gebouwd in een vroege variant van de neogotiek. De totale bouw- en inrichtingskosten bedroegen ƒ 29.291,--. Het slot Barbestein bleef in gebruik als pastorie, maar raakte zodanig onderkomen, dat begin 20e eeuw besloten werd om het slot af te breken en een nieuwe pastorie te bouwen.
In 1906 werd deze huidige pastorie in gebruik genomen. De bouwkosten bedroegen ƒ 13.500. De huidige kerk is een beschermd monument, maar is wel geplaatst op een zgn. lijst van jonge monumenten. Beide gebouwen vergen het nodige aan onderhoudskosten. De pastorie is in 1993 aan de buitenzijde volledig gerenoveerd. De kerk is in fasen gerestaureerd.
De eerste en tweede fase van de restauratie vond plaats in 1989 en 1991. Voorjaar 1996 zijn de werkzaamheden afgerond. Tot 1 januari 1988 werd de zielzorg in de parochie Heilige Blasius vervuld door een eigen pastoor. Vanaf 1988 wordt de pastorale zorg vervuld door een regionaal team van pastores.